# Eurya greenmaniana
Eurya greenmaniana är en tvåhjärtbladig växtart som beskrevs av Clarence Emmeren Kobuski. Eurya greenmaniana ingår i släktet Eurya och familjen Pentaphylacaceae. Inga underarter finns listade i Catalogue of Life.